# Epermenia
Epermenia är ett släkte av fjärilar som beskrevs av Jacob Hübner 1825. Epermenia ingår i familjen skärmmalar, (Epermeniidae).

## Dottertaxa tillEpermenia, i alfabetisk ordning[1][2]
- Epermenia aequidentellus/aequidentella  (Hofmann, 1867), Punktskärmmal
- Epermenia afghanistanella (Gaedike, 1971)
- Epermenia albapunctella Busck, 1908
- Epermenia anacantha Meyrick, 1917
- Epermenia bidentata (Diakonoff, 1955)
- Epermenia caledonica Gaedike, 1981
- Epermenia californica Gaedike, 1977
- Epermenia canicinctella (Clemens, 1863)
- Epermenia chaerophyllellus/chaerophyllella (Goeze, 1783), Smalvingad skärmmal
- Epermenia cicutaella Kearfott, 1903
- Epermenia commonella Gaedike, 1968
- Epermenia conioptila Meyrick, 1921
- Epermenia criticodes Meyrick, 1913
- Epermenia devotella (Heyden, 1863)
- Epermenia dracontias Meyrick, 1917
- Epermenia ellochistis Meyrick, 1917
- Epermenia epirrhicna Meyrick, 1938
- Epermenia ergastica Meyrick, 1917
- Epermenia exilis Meyrick, 1897
- Epermenia falciformis (Haworth, 1828), Rödgul strättemal
- Epermenia farreni (Walsingham, 1894), Björnlokeskärmmal
- Epermenia illigerella (Hübner, 1813), Rödgul kirskålsmal
- Epermenia imperialella Busck, 1906
- Epermenia infracta Braun, 1926
- Epermenia iniquella (Wocke, 1867)
- Epermenia insecurella (Stainton, 1849)
- Epermenia insularis Gaedike, 1979
- Epermenia ithycentra Meyrick, 1926
- Epermenia leucomantis Meyrick, 1917
- Epermenia lomatii Gaedike, 1977
- Epermenia lusitanica Gaedike, 2022
- Epermenia macescens Meyrick, 1917
- Epermenia ochreomaculella Millière, 1854
- Epermenia ochrodesma Meyrick, 1913
- Epermenia oculigera (Diakonoff, 1955)
- Epermenia orientalis Gaedike, 1966
- Epermenia oriplanta Bradley, 1965
- Epermenia ozodes Meyrick, 1917
- Epermenia parasitica Meyrick, 1930
- Epermenia petrusella Heylaerts, 1889
- Epermenia phorticopa Meyrick, 1921
- Epermenia pimpinella Murtfeldt, 1900
- Epermenia pithanopis Meyrick, 1921
- Epermenia pontificella (Hübner, 1796)
- Epermenia praefumata Meyrick, 1911
- Epermenia profugella (Stainton, 1856), Bockrotsskärmmal
- Epermenia proserga Meyrick, 1913
- Epermenia pseudofuscomaculata Kuroko & Gaedike, 2006
- Epermenia scurella (Stainton, 1851)
- Epermenia similella Gaedike, 2022
- Epermenia stictella (Wocke, 1867)
- Epermenia stolidota (Meyrick, 1917)
- Epermenia strictelloides Gaedike, 1977
- Epermenia symmorias Meyrick, 1923
- Epermenia tasmanica Gaedike, 1968
- Epermenia thailandica Gaedike, 1987
- Epermenia theimeri Gaedike, 2001
- Epermenia trifilata Meyrick, 1932
- Epermenia trileucota Meyrick, 1921
- Epermenia vartianae (Gaedike, 1971)
- Epermenia wockeellus (Staudinger, 1880)

## Bildgalleri

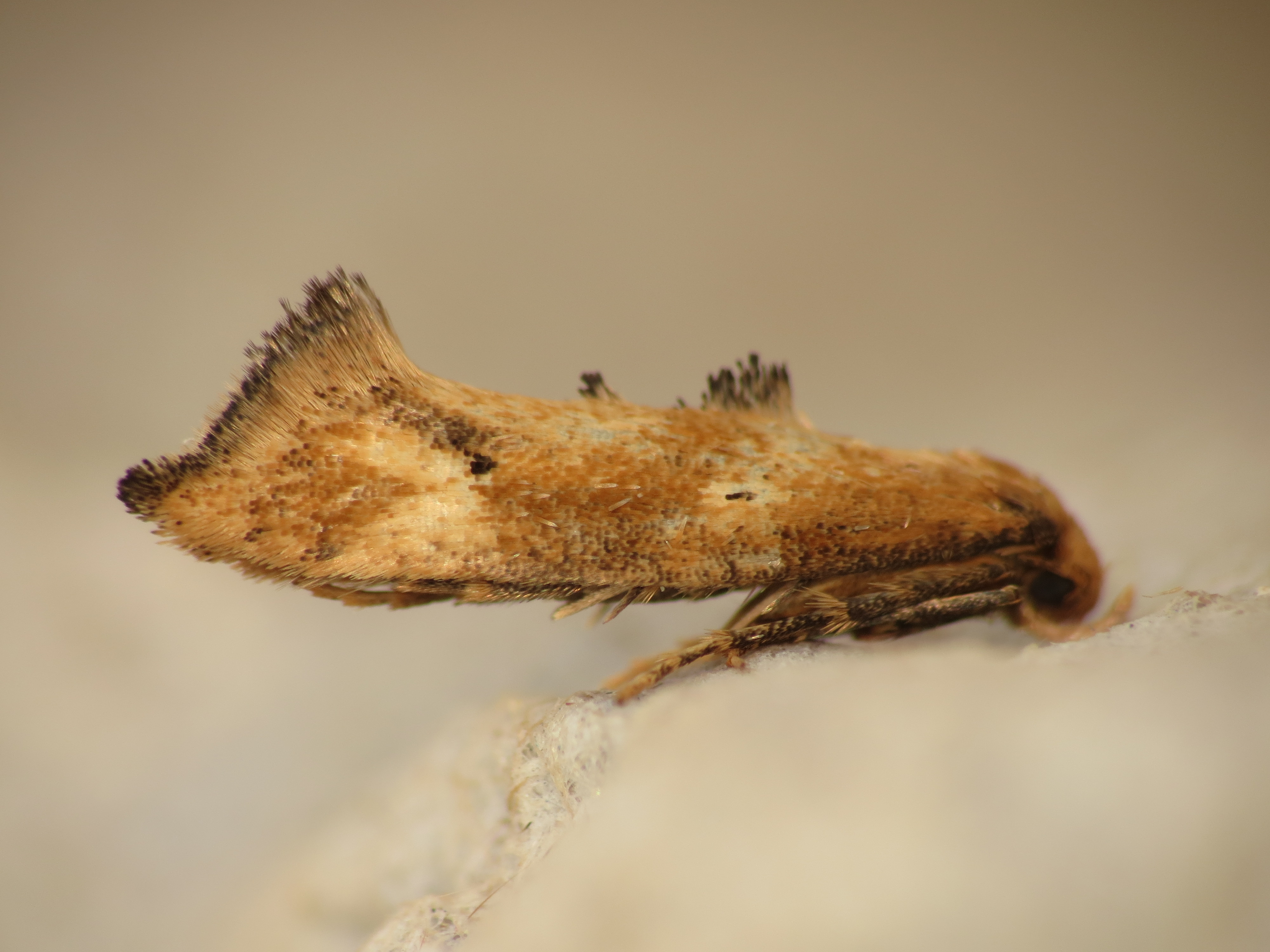
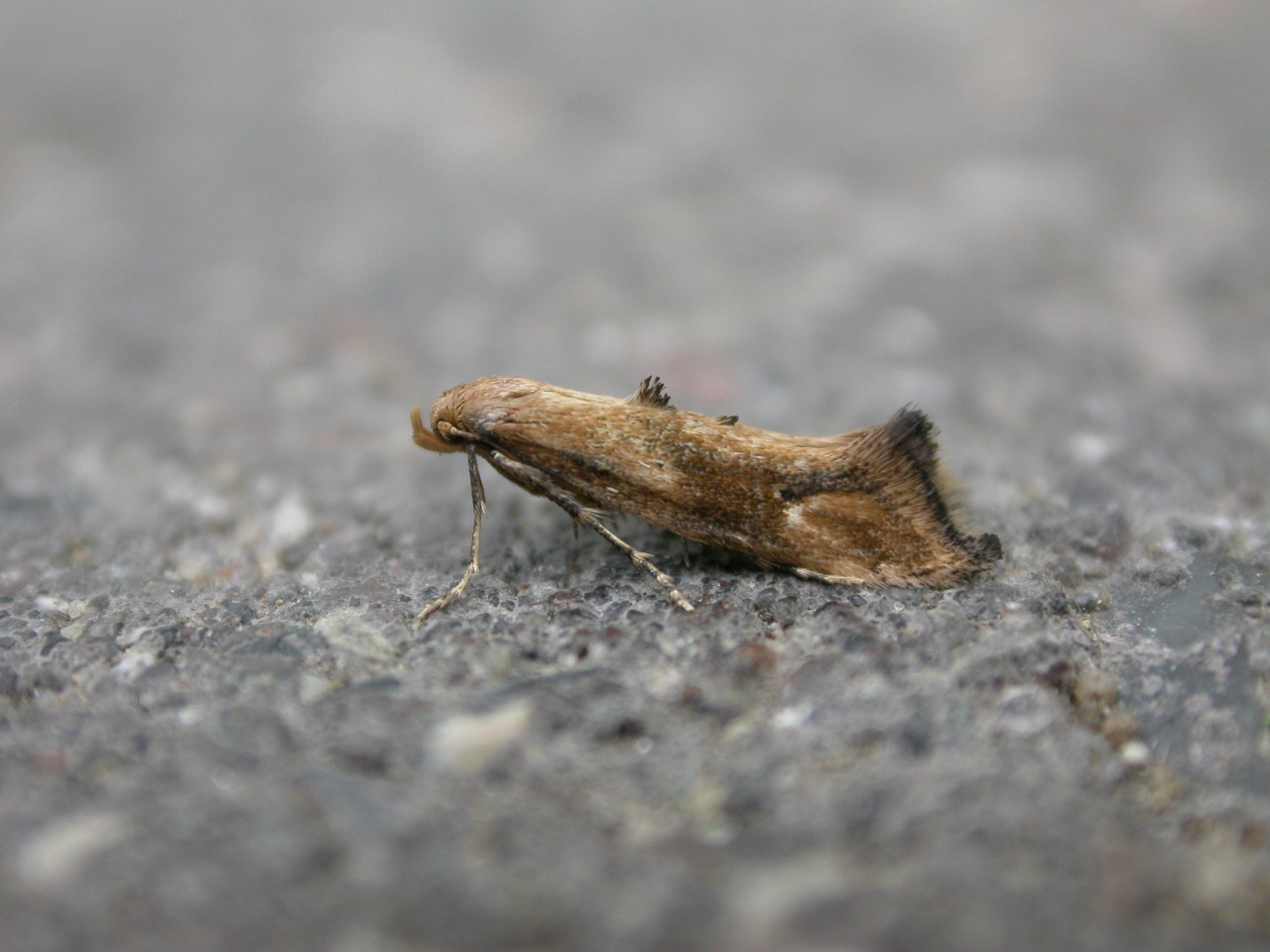
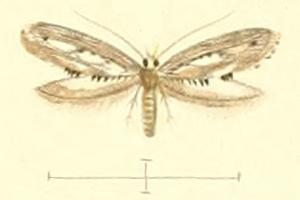
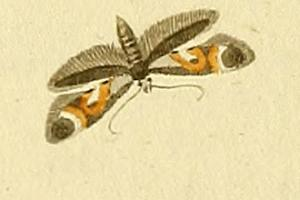